# Garlands
《Garlands》는 1982년 7월 10일에 발매된 스코틀랜드의 얼터너티브 록 밴드 콕토 트윈스의 첫 정규 음반이다. 영국 인디펜던트 음반 차트에서 5위를 기록하였으며, BBC 라디오 1의 DJ인 존 필의 주목과 지지를 받았다.

## 배경
《Garlands》는 밴드의 첫 베이스 연주자인 윌 헤기가 녹음에 참여한 유일한 음반이다. 음반을 내기 전인 1982년 6월 밴드는 존 필과 함께 〈Wax and Wane〉과 〈Garlands〉를 포함한 4곡을 녹음했다. 두 번째 필 세션은 1983년 1월에 이루어졌으며, 《Garlands》의 카세트 및 CD 재발매의 보너스 트랙으로 수록됐다. 신디토크의 신디 샤프가 〈Dear Heart〉, 〈Hearsay Please〉, 〈Hazel〉에 코러스로 참여하였다.

## 음반 표지
음반의 표지 앞부분은 나이젤 그리어슨이 대학을 다닐 때 구상한 것으로, 수지 앤 더 밴시스의 첫 정규 음반인 《The Scream》의 대체 이미지를 위한 그래픽 디자인 과정 프로젝트의 일부로 만들어진 것이다. 이후 콕토 트윈스와 아이보가 선택해 음반 표지로 사용됐다.

## 트랙 리스트
전체 작사·작곡: Cocteau Twins (Elizabeth Fraser, Robin Guthrie, Will Heggie)
| #  | 제목                                                                        | 재생 시간 |
| -- | --------------------------------------------------------------------------- | --------- |
| 1. | 〈Blood Bitch〉                                                             | 4:34      |
| 2. | 〈Wax and Wane〉                                                            | 4:02      |
| 3. | 〈But I'm Not〉                                                             | 2:42      |
| 4. | 〈Blind Dumb Deaf〉                                                         | 3:45      |
| 5. | 〈Shallow Then Halo〉 (printed as "Shallow Then Hallo" [sic] on the sleeve) | 5:14      |
| 6. | 〈The Hollow Men〉                                                          | 5:00      |
| 7. | 〈Garlands〉                                                                | 4:30      |
| 8. | 〈Grail Overfloweth〉                                                       | 5:22      |

| #   | 제목                                                 | 재생 시간 |
| --- | ---------------------------------------------------- | --------- |
| 9.  | 〈Dear Heart〉 (John Peel Session January 1983)      | 3:38      |
| 10. | 〈Hearsay Please〉 (John Peel Session January 1983)  | 4:23      |
| 11. | 〈Hazel〉 (John Peel Session January 1983)           | 3:23      |
| 12. | 〈Blind Dumb Deaf〉 (John Peel Session January 1983) | 3:42      |
| 13. | 〈Speak No Evil〉                                    | 3:53      |
| 14. | 〈Perhaps Some Other Aeon〉                          | 2:57      |

## 참여진
콕토 트윈스
- 엘리자베스 프레이저 – 보컬, 프로듀싱
- 로빈 거스리 – 기타, 드럼 머신, 프로듀싱
- 윌 헤기 – 베이스 기타, 프로듀싱

기타
- 신디 샤프 – 〈Dear Heart〉, 〈Hearsay Please〉, 〈Hazel〉의 코러스

- 아이보 와츠러셀 – 프로듀싱
- 에릭 래드클리프 – 엔지니어링
- 존 프라이어 – 엔지니어링
- 23 엔벨로프 – 슬리브 디자인, 사진 및 아트 디렉팅